# Witsnorbaardkoekoek
De witsnorbaardkoekoek (Malacoptila panamensis) is een vogel uit de familie Bucconidae (baardkoekoeken).

## Verspreiding en leefgebied
Deze soort komt voor van zuidoostelijk Mexico tot westelijk Ecuador en telt vier ondersoorten:
- M. p. inornata: van zuidoostelijk Mexico tot westelijk Panama.
- M. p. panamensis: van zuidwestelijk Costa Rica tot noordwestelijk Colombia.
- M. p. magdalenae: de Magdalena vallei (het westelijke deel van Centraal-Colombia).
- M. p. poliopis: zuidwestelijk Colombia en westelijk Ecuador.

## Status
De grootte van de populatie is in 2019 geschat op 50.000-500.000 volwassen vogels. Op de Rode lijst van de IUCN heeft deze soort de status niet bedreigd.